# Companhia de Teatro Zaira Médice

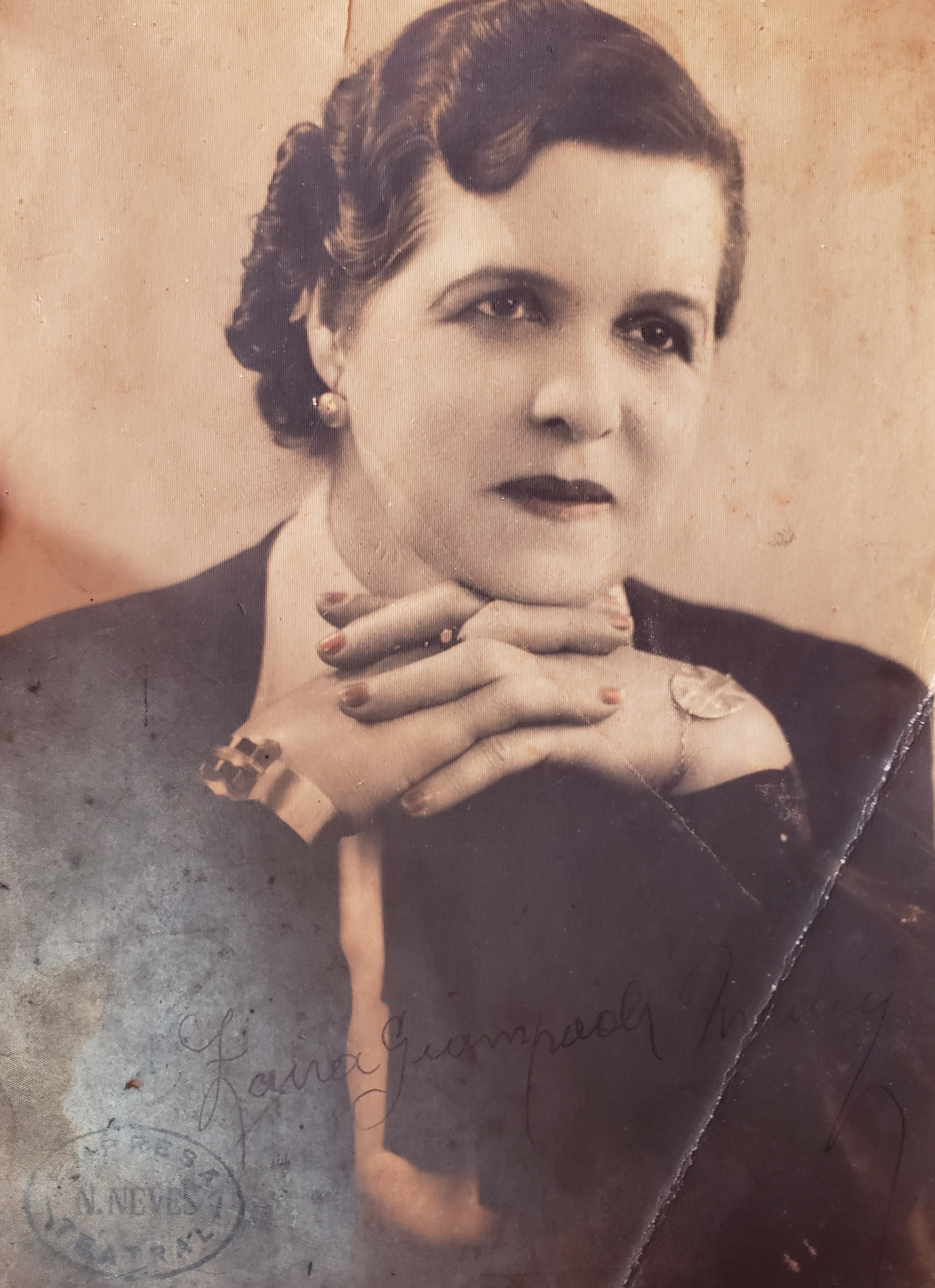
Zaira Medici (Arquivo de Família)

Companhia de Teatro Zaira Médici foi uma companhia teatral brasileira da década de 1920, com repertório variado que incluía clássicos italianos, dramas e comédias nacionais.

## Histórico
Os proprietários da companhia era o casal Luiz Médici, nascido em São Paulo, filho de italianos e Zaira Giampaoli Médici, natural da Itália. Ambos encontraram na arte teatral mais do que um sonho o concretizar de uma vocação, já que postergaram qualquer ambição profissional anterior para a dedicação definitiva à arte de representar. Assim, percorreram parte do Brasil exercitando esta profissão em uma época bastante difícil como foi a década de 30. O repertório era variado incluía alguns clássicos italianos vertidos para o português, dramas e comédias nacionais. O sr. Médici
escreveu e fez traduções de várias peças do espanhol, francês e italiano. Algumas foram registradas na SBAT – Sociedade Brasileira de Autores teatrais. Na Argentina, Buenos Aires, o casal e sua companhia realizaram os espetáculos no idioma italiano.
S. Paulo possuía, na época, uma casa de espetáculos muito bem equipada e tradicional chamada “Teatro Colombo”, situada no Largo da Concórdia. Ali , todos os anos, durante a semana santa, era apresentada “A Paixão de Cristo”, em que se destacava o Sr Médici no papel de Jesus Cristo, não só
pela interpretação, mas também porque seu porte físico acrescentava ao personagem certa imponência.
Dona Zaira, além de ensinar interpretação e selecionar o elenco, era uma espécie de orientadora, à qual vários artistas recorriam. Em uma das viagens ao Paraná, hospedados em um hotel cuja atração maior era um enorme salão todo decorado, Dona Zaira conversava com duas pessoas. Aos poucos outros hospedes se aproximaram e logo um grande número muito atento a contornava, naquele ambiente em que uma espécie de braseiro, ao centro, tentava mitigar o forte inverno noturno. O que estaria dizendo ela com tanta eloquência? O Sr. Médici estava ausente e Dona Zaira expunha as qualidades da companhia, repertório, autores, mas ao narrar certos trechos das peças ela incorporava os personagens e os interpretava, de tal modo que, sem dúvida, cativava os circunstantes. Em outra ocasião, quando seria levada à cena “A Paixão de Cristo”, carecia o elenco de ator para interpretar Judas no momento dos mais dramáticos em que ele, movido por um drama de consciência, extravasava seu arrependimento, após vender Cristo por 30 moedas e se enforcava. Pois bem, lá foi Dona Zaira de Judas, com maquiagem, barba comprida e impostando a voz. Diga-se que momentos antes e depois ela era a suave e meiga mãe de Jesus, pois se revezava nos dois papéis. Os espectadores pareciam não perceber.
Nos anos 1936/37, o casal deu uma guinada em suas atividades, passando a integrar, com mais alguns artistas, o “Circo Liendo e Simplício”. Simplício era o mesmo que anos atrás esteve em alguns canais de TV e, no SBT, participava do programa “A Praça é Nossa”, do velho Manoel de Nóbrega. Essa virada sugeria uma aventura arriscada, pois como poderia uma cia. teatral voltada para trabalhos “cult” de repente reinar numa área tão popular. Afinal, no rol dos trabalhos figurava até “Deus Lhe Pague” a famosa peça de Joracy Camargo, conhecida em diversos países. A ideia era colocar o teatro no circo, ou seja, adaptar o circo ao teatro. De qualquer modo essa associação com o “Circo Liendo e Simplício” durou pouco.
O tempo passa e os bons ventos trazem novidades. O casal adquiriu um circo. Grande movimentação para a reforma. O Sr. Médici planeja a cobertura, Dona Zaira costura o tecido que é impermeabilizado, pintam-se os mastros, monta-se o palco, enfim ergue-se a lona e está pronto o CIRCO TEATRO MEDICI, sem picadeiro. Em seu lugar cadeiras e, em volta, as normais arquibancadas.
O circo percorreu o interior de S.Paulo e Paraná. Muitas cidades bonitas, agradáveis e algumas pequenas e sem iluminação pública. Londrina por exemplo, não tinha luz, mas postes de madeira jaziam ao longo das ruas. Uma pequena cidade de S.Paulo não produzia pão, vinha de outra. Observe-se que era muito estranho ver o circo funcionar à luz de lampiões e outras luminárias muito esquisitas.
Em Presidente Prudente (SP), o circo ficou de forma permanente (como se pertencesse à cidade), por longo período, fruto, talvez, de algum acordo com a prefeitura local. Vindo a S. Paulo, Capital, o circo esteve em vários bairros. Era o ano de 1941. O país vivia um período complicado, pois ante a pressão dos estudantes nosso governo declarara guerra ao eixo e já estávamos em pleno treinamento do “blackout”, prevenção contra bombardeios aéreos. Era a segunda guerra, iniciada em 1938. Para piorar, depois viria o racionamento.
O circo ficou instalado por bastante tempo no Tatuapé, à Av. Celso Garcia, próximo à Rua Tuiuti, até que o Sr. Médici adoeceu e, em 15/06/1951, aos 64 anos, veio a falecer.
A época, havia na Av. Rangel Pestana, a Farmácia Franco. Seu proprietário, Dr. Franco, era tão conhecido e famoso quanto os medicamentos que manipulava. Ele era grande apreciador de teatro e em uma travessa da avenida, mantinha um clube social que incluía pequena sala teatral. Entre as atividades do clube a principal era o teatro amador. Dona Zaira, após a extinção do circo, passou a dar aulas ali, onde conquistou grande prestígio e o manteve até que uma doença grave, que já a incomodava, obrigou-a a retirar-se definitivamente, vindo mais tarde, também a falecer.
Este depoimento foi dado a mim pelo Sr. Altamir de Oliveira, conhecido como Miro, que nasceu um Uberlândia-MG em 1928. Foi adotado pelo casal Luiz e Zaira Médice. Sr. Miro foi ator mirim da Companhia Zaira Médice. É uma contribuição a preservação da memória do teatro nacional.

## Elenco
Altamir Médice
Alves Moreira
Francisco Dantas
Luiz Médice
Zaira Médice
Zulmira Médice

## Repertorio
A INIMIGA, de Dario Niccodemi
A MORTE CIVIL, de Paulo Giacometti
ADEUS MOCIDADE, de  Sandro Camasio e Nino Oxila
AMOR DE PERDIÇÃO,de Camilo Castelo Branco
O GUARANI, de José de Alencar.
O MARTIR DO CARVALHO, de Eduardo Garrido
RETALHO (Scampolo em italiano), de Dario Niccodemi